# Старая Болотница
Старая Боло́тница — деревня в Крестецком районе Новгородской области, входит в состав Крестецкого городского поселения.

## География
Деревня Старая Болотница расположена на реке Холова, в 5,3 км к северу от деревни Старое Рахино, в 6,5 км к юго-востоку от посёлка Крестцы.
На юге примыкает к деревне Долгий Бор.

## Население
В 2002 — 26.
| 2010 |
| ---- |
| 19   |

В 1908 году в деревне Старая Болотница проживали 93 человека.
Общая динамика населения Рахинской волости в 1909—1917 годах позволяет предположить 115 человек к 1917 году.
Население сокращалось вследствие Великой Отечественной войны, урбанизации.

## История
В писцовых книгах XVI века деревня Болотница перечислена за Новиком, человеком Ивана Ивановича Линёва «Сомова», крупного новгородского землевладельца.
В 1776—1796, 1802—1922 деревня Болотница — в образованном Крестецком уезде, а в 1796—1802, 1922—1927 — в Валдайском уезде Новгородской губернии.
С начала XIX века до 1922 — в Рахинской волости Крестецкого уезда.
Деревня Болотница отмечена на картах 1788(лист 53), 1812, 1816, 1826—1840.
Через Старую Болотницу проходил Старо-Московский тракт.
В 1908 в деревне Старая Болотница было 25 дворов и 24 дома.
В 1965 деревня Старая Болотница вошла в совхоз «Крестецкий».